# 爪哇帽儿瓜
爪哇帽儿瓜（学名：Mukia javanica）为葫芦科帽儿瓜属下的一个种。